# Elecciones federales de Canadá de 2008
Las elecciones federales de Canadá de 2008  (formalmente, la 40.ª Elección General de Canadá) se celebraron el martes 14 de octubre de 2008 para elegir a los Miembros del Parlamento de la Cámara de los Comunes de Canadá, el proceso electoral se realizó de manera adelantada un año antes de la fecha prevista por el calendario electoral oficial. 
El Partido Conservador ganó las votaciones tras conseguir 143 escaños de los 308 en juego. El Nuevo Partido Democrático consiguió aumentar sus representantes al pasar de los 30 a los 37 legisladores en la Cámara Baja.
Por el otro lado, el Partido Liberal obtuvo 77 escaños, perdiendo 18 respecto a las elecciones de 2006; el Bloc consiguió 49 representantes, dos menos que en los comicios anteriores y el Partido Verde perdió la representación que había obtenido durante la legislatura, pese haber obtenido un aumento en el apoyo popular.

## Convocatoria
La convocatoria para las elecciones federales de 2008 fue emitida por la Gobernadora general de Canadá, Michaëlle Jean, luego de la disolución parlamentaria del 7 de septiembre.
En agosto, Stephen Harper, Primer ministro de Canadá insinuó la posibilidad de disolver el parlamento y llamar a nuevos comicios tras considerar que la cámara baja se estaba convirtiendo en un órgano disfuncional tras una serie de mociones de confianza en las cuales el Bloc y el NPD no votaron en favor del gobierno y los Liberales mostraron su apoyo o se ausentaron de las sesiones. Para el 22 de septiembre se había programado la cuarta elección parcial de la legislatura, en esta ocasión se iba a renovar el escaño perteneciente a la circunscripción de Don Valley West en Toronto, por lo que los rumores de un posible adelanto electoral se hicieron más fuertes. Finalmente, el 7 de septiembre se produjo la disolución de la Cámara de los Comunes y la llamada a elecciones para el 14 de octubre.
En 2007, el Parlamento aprobó una ley que fijaba las fechas de las elecciones federales cada cuatro años y programaba la celebración de elecciones para el día 19 de octubre de 2009, sin embargo, la legislación no limitaba las facultades del Gobernador General para adelantar los comicios en caso necesario, situación que ocurrió en 2008 a solicitud del Primer ministro, por lo que las elecciones programadas para 2009 fueron canceladas.

## Resultados electorales
| Partido                  | Partido                                      | Líder del partido | Votos      | Votos  | Votos  | Escaños | Escaños | Escaños |
| Partido                  | Partido                                      | Líder del partido |            | %      | +/− %  |         | %       | +/−     |
| ------------------------ | -------------------------------------------- | ----------------- | ---------- | ------ | ------ | ------- | ------- | ------- |
|                          | Partido Conservador                          | Stephen Harper    | 5,209,069  | 37.65% | +1.38% | 143     | 46.4%   | +16     |
|                          | Partido Liberal                              | Stéphane Dion     | 3,633,185  | 26.26% | -3.97% | 77      | 25%     | -18     |
|                          | Bloc Québécois                               | Gilles Duceppe    | 1,379,991  | 9.98%  | -0.50% | 49      | 15.9%   | -2      |
|                          | Nuevo Partido Democrático                    | Jack Layton       | 2,515,288  | 18.18% | +0.70% | 37      | 12.0%   | +7      |
|                          | Candidatos independientes                    | -                 | 94,844     | 0.69%  | +0.14% | 2       | 0.6%    | -1      |
|                          | Partido Verde                                | Elizabeth May     | 937,613    | 6.78%  | +2.30% | -       | -       | -1      |
|                          | Partido Patrimonial Cristiano                | Ron Gray          | 26,475     | 0.19%  | -0.00% | -       | -       | -       |
|                          | Partido Comunista (Marxista-Leninista)       | Anna Di Carlo     | 8,565      | 0.06%  | +0.00% | -       | -       | -       |
|                          | Partido Libertario                           | Dennis Young      | 7,300      | 0.05%  | +0.03% | -       | -       | -       |
|                          | Partido Progresista                          | Sinclair Stevens  | 5,860      | 0.04%  | -0.06% | -       | -       | -       |
|                          | Partido Comunista                            | Miguel Figueroa   | 3,572      | 0.03%  | +0.01% | -       | -       | -       |
|                          | Partido Acción Canadiense                    | Connie Fogal      | 3,455      | 0.02%  | -0.02% | -       | -       | -       |
|                          | Partido Marihuana                            | Blair Longley     | 2,298      | 0.02%  | -0.05% |         |         |         |
|                          | Partido de los Rinocerontes                  | François Gourd    | 2,122      | 0.02%  | -      | -       | -       | -       |
|                          | Partido Terranova y Labrador Primero         | Thomas V. Hickey  | 1,713      | 0.01%  | -      | -       | -       | -       |
|                          | Partido Nacional de los Primeros Pueblos     | Barbara Wardlaw   | 1,611      | 0.01%  | -      | -       | -       | -       |
|                          | Alianza Animal y Votantes del Medioambiente  | Liz White         | 527        | 0.00%  | -      | -       | -       | -       |
|                          | Partido Menos Trabajo                        | Conrad Schmidht   | 425        | 0.00%  | -      | -       | -       | -       |
|                          | Bloque Occidental                            | Doug Christie     | 195        | 0.00%  | -0.01% | -       | -       | -       |
|                          | Partido del Poder Político Popular de Canadá | Roger Poisson     | 186        | 0.00%  | -      | -       | -       | -       |
| Votantes                 | Votantes                                     | Votantes          | 13,834,294 | 100    |        | 308     | 100.00% |         |
| Participación            | Participación                                | Participación     | 58.8%      |        |        |         |         |         |
| Fuente: Elections Canada |                                              |                   |            |        |        |         |         |         |

## Crisis de gobierno
Los Conservadores ganaron las elecciones sin obtener la mayoría absoluta, quedando a 12 escaños de alcanzarla, al ser la fuerza más votada. El partido podía continuar gobernando en minoría o con un socio político. Sin embargo, al no tener mayoría parlamentaria, el ejecutivo era proclive de ser derribado mediante la presentación de una moción de censura por parte de la oposición. El nuevo Parlamento canadiense fue convocado el 10 de noviembre. 
El 27 de noviembre, el nuevo gobierno de Harper sufrió su primera derrota parlamentaria al rechazarse los presupuestos fiscales para 2009, los cuales fueron considerados por la oposición como insuficientes ante la situación económica que vivía el país, este suceso provocó que las fuerzas opositoras iniciaran conversaciones para presentar una moción de censura que forzara a un cambio de gobierno.
El 1 de diciembre los partidos Liberal, el Bloque Quebenqués y el Nuevo Partido Democrático anunciaron un acuerdo para formar un gobierno de coalición previa autorización de la Gobernadora General. El pacto surgió como una respuesta ante las políticas económicas del gobierno que según los firmantes tenían al país al borde del desastre, para lograr la formación del nuevo ejecutivo era necesario presentar una moción de censura que lograra la remoción de Harper y posteriormente votar al ejecutivo surgido de la coalición liberal, lo que debió llevarse a cabo el 8 de diciembre, el gobierno lo compondrían 18 miembros liberales y seis integrantes del NPD durante 30 meses, mientras que los nacionalistas de Quebec brindarían un apoyo externo durante un periodo mínimo de un año y medio.
Sin embargo, Harper solicitó a la Gobernadora Jean la prórroga parlamentaria, (es decir, la suspensión de una sesión parlamentaria durante un periodo de tiempo para que sea retomada posteriormente sin existir una suspensión de por medio), petición que fue aceptada el 4 de diciembre con la condición de reanudar el pleno a principios del nuevo año.
El 26 de enero de 2009 se retomó el debate parlamentario, en el interludio los liberales tuvieron un cambio de liderazgo, tras la renuncia de Dion, Michael Ignatieff asumió la dirección del Partido, este suceso provocó el alejamiento liberal del acuerdo firmado en diciembre de 2008 al tomar una política enfocada en la construcción de acuerdos con las fuerzas políticas dominantes por encima de la construcción de alternativas de gobierno. El 27 de enero se presentó la propuesta de presupuestos del Gobierno Conservador, un día más tarde, los liberales acordaron apoyar el presupuesto siempre y cuando se incluyeran informes de rendición de cuentas en un periodo de tiempo de establecido, el partido mayoritario aceptó la enmienda por lo que las cuentas gubernamentales fueron aprobadas y el acuerdo de coalición alternativo se dio por terminado.